# Fyla makro-ge
Fyla makro-ge – fyla języków autochtonicznych Ameryki Południowej, głównie z terenów Brazylii, należąca do języków makro-ge-bororo.

## Klasyfikacja
- subfyla ge
- rodzina botocudo
- rodzina caingang
- rodzina camacan
- rodzina machacali
- rodzina puri
- rodzina chiquito
- rodzina caraja
- język fulnio
- język opaye
- † język patachó
- † język malali
- † język oti
- † język guato
- † język coropo